# 日野山城
日野山城（日山城、ひのやまじょう）は、広島県北広島町新庄にあった日本の城（山城）。城跡は国の史跡に指定されている。

## 沿革
一般的に築城は1550年頃と推定されているが、それ以前にも砦程度の構造物はあったとされている。しかし日野山城が歴史に出てくるのはこの吉川元春以後の日野山城である。
1550年（天文19年）に吉川氏の家督を相続した吉川元春は、火野山にあった城を再整備し、小倉山城から移って本拠地とした。元春は城を整備拡張し、元春から元長、広家の3代に渡って拡張整備工事が続けられ、全山が要塞化された。1582年（天正10年）、吉川元春は隠居すると山麓に隠居館（吉川元春館）を築き、そこに住むようになった。元春死後の吉川氏当主も不便な山上の日野山城には居住せず、元春館に居住するようになった。1591年（天正19年）に吉川広家が月山富田城主に任ぜられると、吉川氏の居城としての日野山城の役目は終焉を迎えた。
その後の日野山城は放棄されたようで、山麓の吉川元春館でも1600年（慶長5年）の検地帳では「城館跡」と記載されており、日野山城も朽ちるに任せる状況であったと推測される。
1986年8月28日、「吉川氏城館跡」の一部として国の史跡に指定された（指定名称は「日山城跡」）。1997年9月2日には史跡「吉川氏城館跡」の指定範囲が拡大され、関連の寺院跡、松本屋敷跡が追加指定されている。現在は藪化が激しく、広島県最大級の城跡の整備が望まれる状況である。

## 概要
標高700m（比高330m）火野山の頂上付近になった小さな城を吉川元春が拡張整備し、3代かけて全山を城塞化した。元春入城初期は城内で生活をしていたが、元春隠居後は詰の城としての役割が強くなった。本丸を中心に全山に曲輪を配置し、石垣や石塁、空堀で重厚な防御線を敷いている。
近隣には駿河丸城跡、小倉山城跡、吉川元春館跡、西禅寺跡、万徳院跡、洞仙寺跡、常仙寺跡、松本屋敷跡がある。